# A. John Coventry
Albert John Coventry (* 24. April 1936 in Fairfield, Victoria; † 9. April 2007 in Melton, Victoria), meist als A. John Coventry zitiert, war ein australischer Herpetologe, der vornehmlich am National Museum of Victoria tätig war.

## Leben
Coventry wurde in Fairfield, einem Vorort von Melbourne, als Sohn eines baptistischen Pfarrers geboren. Seine frühe Schulzeit verbrachte er im ländlichen Victoria, wo er mit dem Leben im örtlichen Buschland vertraut wurde. 
Er besuchte die Carey Baptist Grammar School, die er 1953 nach dem Abschluss der 11. Klasse verließ. Im April 1954 trat er eine Anstellung im National Museum of Victoria an, zunächst in der Position eines Museumsbeauftragten, die er aufgrund seiner im Busch erworbenen Fähigkeiten zur Reparatur von Fahrzeugen erhielt. Anschließend wurde er Feldassistent von Joan M. Dixon. Ohne College-Ausbildung oder gar Hochschulabschluss erwarb er seine Qualifikationen in der Praxis unter der Leitung des Kurators der Säugetierabteilung, Charles W. Brazenor. Da die Vogel- und Säugetiersammlungen bereits gut kuratiert waren, übernahm Coventry 1971 die Hauptverantwortung für die Amphibien- und Reptilienabteilung. Das Museum hatte bis dahin noch nie einen eigenen Herpetologen beschäftigt, besaß jedoch einige historisch bedeutende Sammlungen australischer Reptilien, die von Charles Frost, Walter Baldwin Spencer und Donald Thomson angelegt worden waren. Diese waren nicht korrekt registriert oder kuratiert worden, und Coventry erkannte, wie wichtig es ist, diese Exemplare zu dokumentieren und die Informationen für andere zur Verfügung zu stellen, um die Nutzung der Sammlung zu maximieren. Später fügte er weitere bedeutende Sammlungen von Murray J. Littlejohn, Angus Martin, Peter Rawlinson und Graeme Watson hinzu. Darüber hinaus war Coventry ein erstklassiger Feldsammler und führte Erhebungen in Victoria und anderen Teilen Australiens durch, um eine repräsentative Vergleichssammlung aufzubauen. Als er in den Ruhestand ging, hatten die herpetologischen Sammlungen 75.000 vollständig dokumentierte und in Datenbanken erfasste Exemplare erreicht. Im Jahr 1974 wurde Coventry zum Leiter der herpetologischen Sammlung ernannt. Aufgrund des Fehlens eines Hochschulabschlusses war es ihm jedoch gemäß den Richtlinien des Museums nicht möglich, die Position des Kurators zu übernehmen. Dennoch wurde seine Expertise von Fachkollegen an anderen Museen und Universitäten in Australien anerkannt, und er etablierte sich als führender Kenner der Reptilienfauna Victorias. Sie wandten sich daher an die Behörden des Nationalmuseums, die ihn 1985 zum Kurator für Herpetologie und im Jahr darauf zum leitenden Kurator beförderten. 
2002 endete seine Kuratorenschaft, er sammelte jedoch weiterhin für das Museum. Zwischen 1970 und 2009 wurden etwa 15 herpetologische Artikel von ihm veröffentlicht. Er gehört zu den Erstbeschreibern der Skinkart Hemiergis millewae und der Agamenart Amphibolurus norrisi. Seine Arbeiten umfassen einen Katalog der im Museum vorhandenen Arten, Verbreitungsnachweise, die Identifizierung von Sammlungen aus wichtigen Fundorten und taxonomische Revisionen. Coventry übernahm auch die gesamte Museumsarbeit, um die von Peter Alan Rawlinson begonnenen Arbeiten abzuschließen, der eine Alkoholallergie entwickelte und nicht mehr mit konservierten Exemplaren arbeiten konnte. Coventry veröffentlichte zwei Standardwerke über die Reptilien Victorias, beide in Zusammenarbeit mit Peter Robertson, einem Wildtierökologen des staatlichen Ministeriums für Naturschutz und Umwelt. Das erste Werk mit dem Titel The Snakes of Victoria (1991) ist ein 70-seitiges Handbuch zur Feldbestimmung mit Schlüsseln und Verbreitungskarten. Es behandelt 27 Arten in vier Familien, darunter 21 Eidechsen. Die Farbfotos stammen von Robertson. Das zweite Buch, Field Guide to Reptiles of Victoria (2009), ist eine Erweiterung ihres ersten Buches, das dreimal so umfangreich ist und auch Echsen und Schildkröten umfasst. Es enthält Schlüssel, detaillierte Beschreibungen der einzelnen Arten und noch mehr Fotos von Robertson.

## Dedikationsnamen
Nach Coventry sind die Arten Carinascincus coventryi und Lissolepis coventryi benannt.